# رحلة ناسا رقم 59
رحلة ناسا رقم 59 هي الرحلة التي أطلقتها وكالة الفضاء الأمريكية (ناسا) في مارس سنة 2019 وانتهت في يونيو من نفس العام . تكون طاقم الرحلة من رائد الفضاء الأمريكي نيك هيغ والأمريكية كريستينا كوش والروسي أليكسي أفشينين. تم إطلاقها في 14 مارس سنة 2019 على متن مركبة الفضاء الروسية سويوز إم إس-12.
إنضم هذا الطاقم إلى طاقم الرحلة رقم 58 الذي أطلق سابقا إلى الفضاء على متن مركبة الفضاء الروسية سيوز إم إس-11 يوم 3 ديسمبر 2018 والمكون من رائدة الفضاء الأمريكية آن ماكلاين، والكندي ديفيد سانت جاك والروسي أوليغ كونونينكو الذي كان قائد الرحلة.
كان الهدف من هذه الرحلة هو دراسة التغيرات في جسم الإنسان بسبب الجاذبية الصغرى عن طريق استخدام أنسجة رقيقة، وإجراء أبحاث على طبقة من الحطام الصخري واختبار روبوتات الطيران الحر داخل محطة الفضاء الدولية، ودراسة ديناميكا دورة الكربون المعقد في الغلاف الجوي للأرض بدون تأثير الجاذبية.
وفي 3 أكتوبر 2019، عاد كل من رائد الفضاء نيك هيغ وأليكسي أفشينين إلى الأرض، بعد أن أمضيا ما يقارب ستة أشهر على متن محطة الفضاء الدولية، وإنضم إليهم في رحلة العودة رائد الفضاء الإماراتي هزاع المنصوري.

## الطاقم
| الوظيفة      | الإسم                                 |
| ------------ | ------------------------------------- |
| قائد الرحلة  | أوليغ كونونينكو، وكالة الفضاء الروسية |
| مهندس رحلة 1 | ديفيد سانت جاك، وكالة الفضاء الكندية  |
| مهندس رحلة 2 | آن ماكلاين، ناسا                      |
| مهندس رحلة 3 | أليكسي أفشينين، وكالة الفضاء الروسية  |
| مهندس رحلة 4 | نيك هيغ، ناسا                         |
| مهندس رحلة 5 | كريستينا كوش، ناسا                    |